# Curlu
Curlu ist eine nordfranzösische Gemeinde mit 159 Einwohnern (Stand 1. Januar 2022) im Département Somme in der Region Hauts-de-France. Die Gemeinde gehört zum Arrondissement Péronne und ist Teil der Communauté de communes du Pays du Coquelicot.

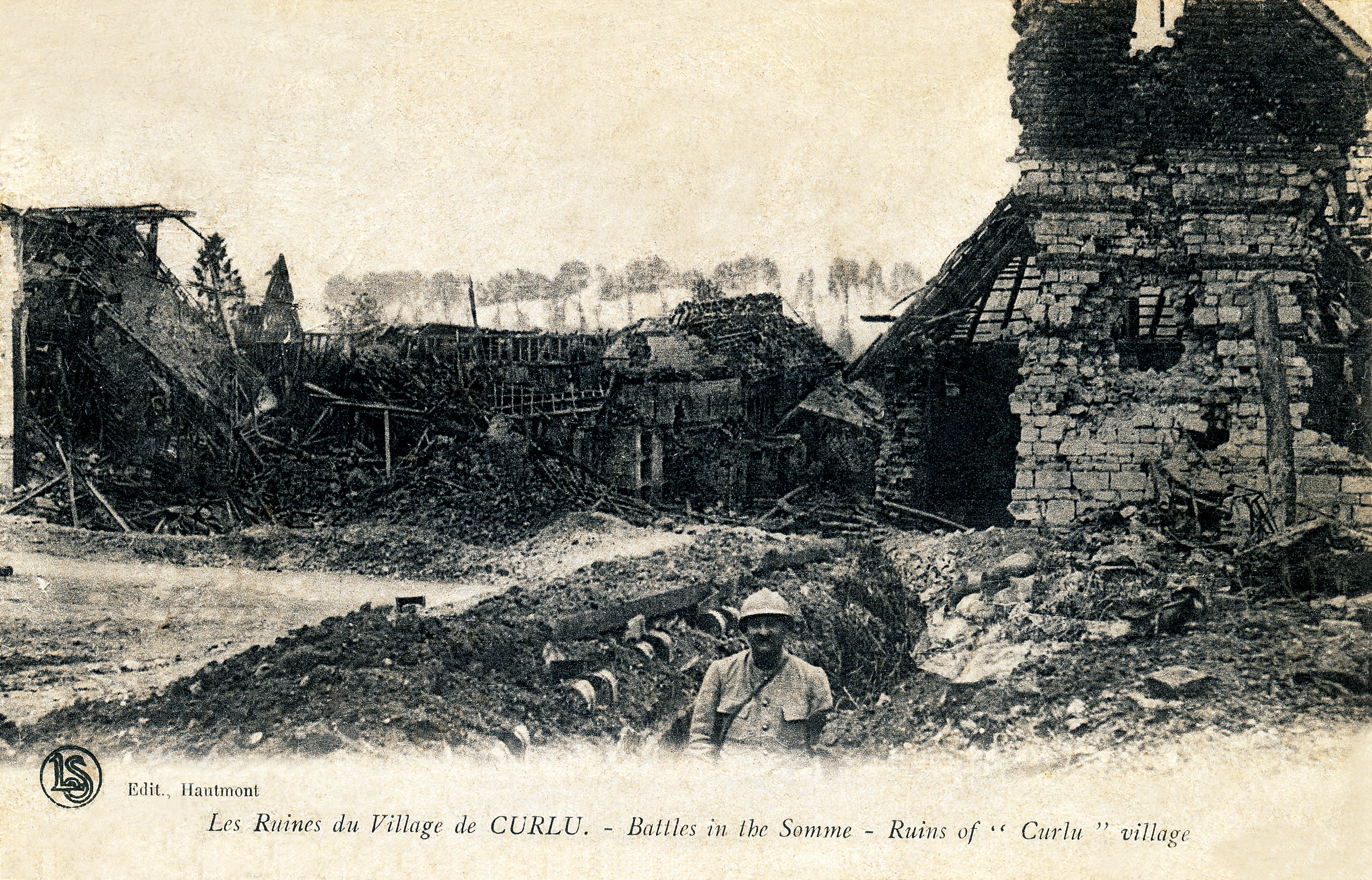
Die Ruinen des Dorfes Curlu während der Schlacht an der Somme (1916).

## Geographie
Die Gemeinde liegt am Nordufer der hier ein mooriges Tal mit Weihern (étangs) bildenden Somme rund zwölf Kilometer westnordwestlich von Péronne und südlich der Départementsstraße D938 von Péronne nach Albert.

## Geschichte
Curlu erlitt in der Schlacht an der Somme (1916) im Ersten Weltkrieg schwere Schäden. Die Gemeinde erhielt als Auszeichnung das Croix de guerre 1914–1918.

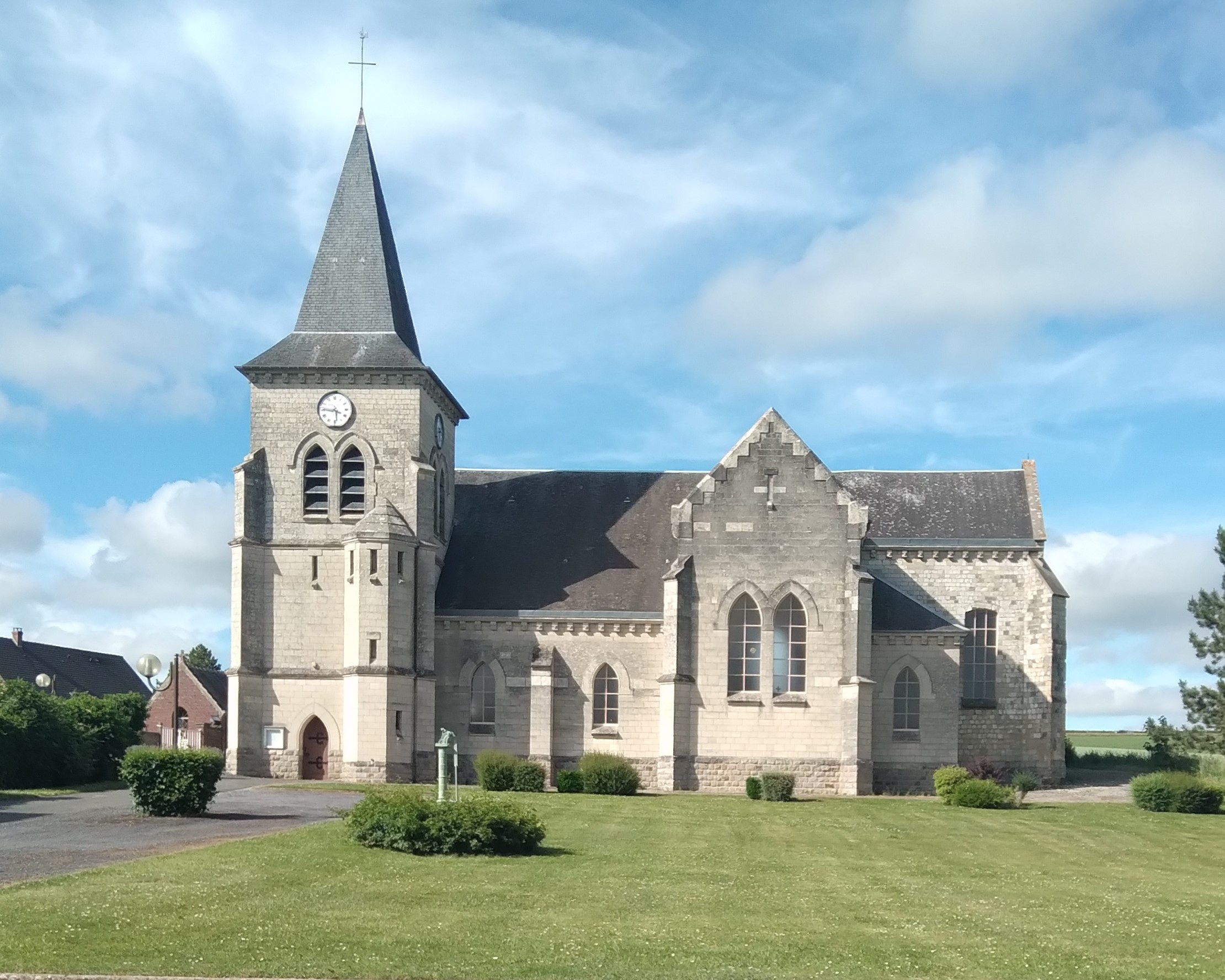
Kirche Saint-Nicolas

| 1962 | 1968 | 1975 | 1982 | 1990 | 1999 | 2006 | 2018 |
| ---- | ---- | ---- | ---- | ---- | ---- | ---- | ---- |
| 130  | 104  | 112  | 118  | 117  | 111  | 134  | 170  |